# باختشله (سقز)
قرية باختشله (بالكردية: باخچەڵە) هي إحدى القرى التابعة لـذو الفقار في ريف قسم سرشيو من مقاطعة سقز، في محافظة كردستان الإيرانية.

## السكان
حسب إحصاءات سنة 2006، بلغ إجمالي السكان في باختشله 81 نسمة وعدد المساكن 18 مسكن. لغة سكان باختشله هي اللغة الكردية و هم من أهل السنة والجماعة والمذهب الشافعي.